# Hilton London Paddington
Le Hilton London Paddington, anciennement le Great Western Royal Hotel, est un hôtel qui fait partie du complexe de la Gare de Paddington à Londres. Le bâtiment, de style Second Empire français, est un monument classé de Grade II.

## Histoire
L'hôtel était à l'origine l'idée d'Isambard Kingdom Brunel, qui était le premier directeur général de l'hôtel. Le financement est venu en grande partie des directeurs de la Great Western Railway Company, qui ont été persuadés par Brunel d'acheter des actions du projet. L'hôtel a été construit sur la Praed Street au début des années 1850 et a ouvert le 9 juin 1854 par le Prince Albert, Prince Consort, après 14 mois de construction. L'hôtel a été conçu par l'architecte Philip Charles Hardwick, coûtant environ 60 000 £, avec tous les meubles et accessoires - un bâtiment qui devait «rivaliser avec les installations des grands hôtels du continent». Le bâtiment forme effectivement la façade principale de la gare, fermant l'extrémité des quais du terminal. Il a été construit par MM. Holland Hannen & Cubitts, l'entreprise de construction fondée par Thomas Cubitt.
À Paddington, Hardwick a été le pionnier du style Second Empire pour les bâtiments de ce type en Angleterre. Dans sa forme originale, l'hôtel était largement orné à l'intérieur et à l'extérieur, et il y a une sculpture allégorique restante dans le fronton par John Thomas. L'hôtel a été conçu dans le style Louis XIV et embelli par une sculpture figurative sur l'entrée principale de l'hôtel représentant la Paix, le Temps, la Science & l'Industrie. Thomas devait apporter de nombreuses statues et décorations dans l'actuel palais de Westminster.
La compagnie de chemin de fer a pris le contrôle total de son exploitation à la fin du XIXe siècle, et dans les années 1930, elle l'a agrandie et rénovée sous la direction de leur architecte Percy Emerson Culverhouse.
Norah, Lady Docker, la célèbre socialiste  des années 1940 et 1950, est décédée à l'hôtel le 11 décembre 1983 ,.

Conformément aux politiques gouvernementales de privatisation de British Rail, l'hôtel a été vendu au secteur privé en 1983. Il a été racheté, rénové et rouvert sous son nom actuel par la chaîne Hilton Hotels, en 2001. 

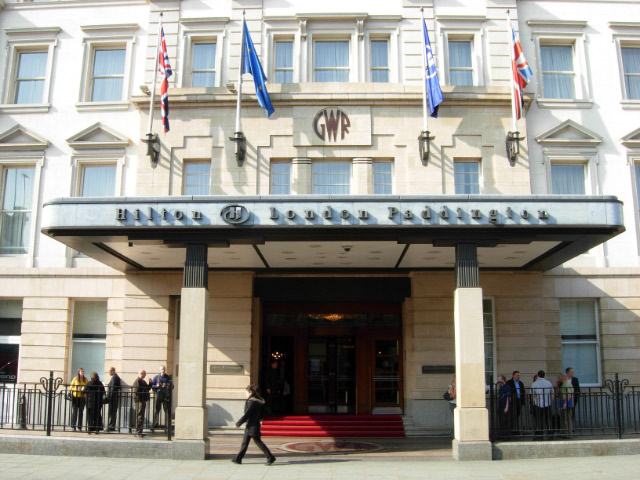
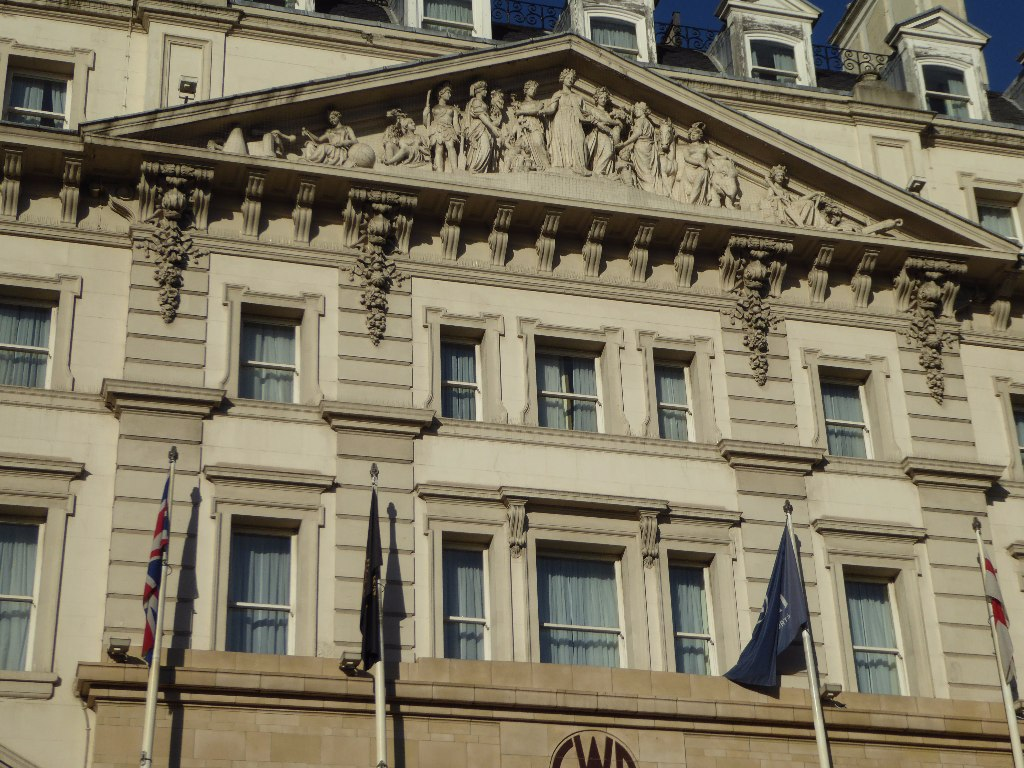
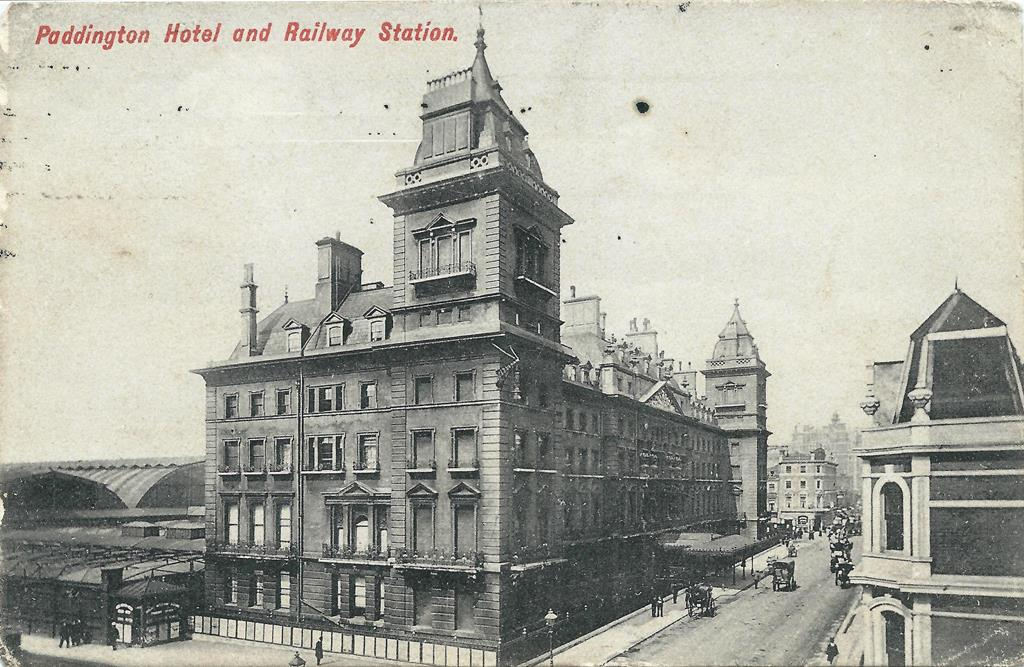
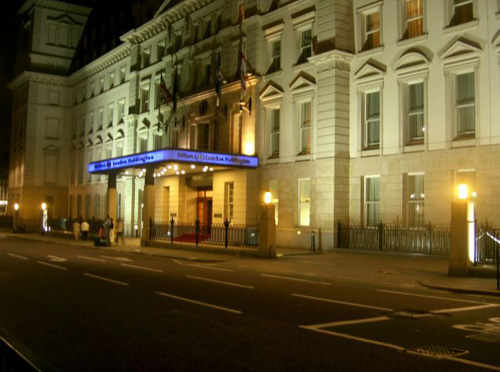
Hilton London Paddington
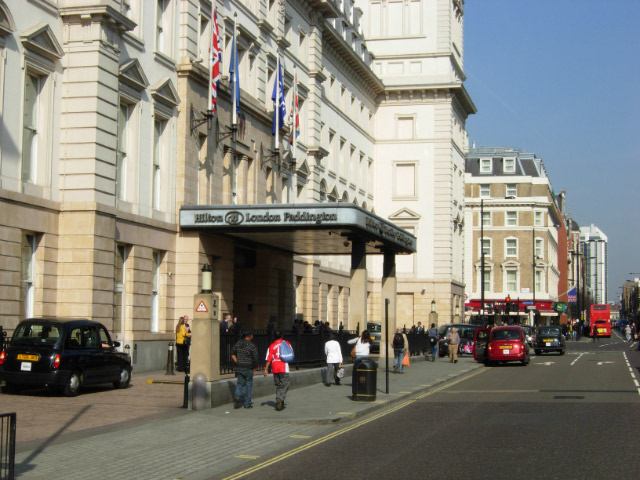

## Voir également
- Paddington Waterside - l'hôtel fait partie d'un réaménagement plus large de la zone de Paddington
- Hilton London Metropole - hôtel de congrès moderne à l'extrémité est de Praed Street